# Seyssel (Haute-Savoie)
Seyssel is een gemeente in het Franse departement Haute-Savoie (regio Auvergne-Rhône-Alpes) en telt 1793 inwoners (1999). De plaats maakt deel uit van het arrondissement Saint-Julien-en-Genevois. De gemeente ligt op de linkeroever van de Rhône; aan de overkant ligt ook een gemeente die Seyssel heet maar in het departement Ain ligt. Beiden vormen eigenlijk 1 dorp, doormidden gesneden door de departementsgrens en de rivier die de basis vormt van de departementsgrens. Vandaar dat het twee aparte doch gelijknamige gemeenten zijn.

## Geografie
De oppervlakte van Seyssel bedraagt 16,8 km², de bevolkingsdichtheid is 106,7 inwoners per km².
De onderstaande kaart toont de ligging van Seyssel (Haute-Savoie) met de belangrijkste infrastructuur en aangrenzende gemeenten.

## Demografie
Onderstaande figuur toont het verloop van het inwonertal (bron: INSEE-tellingen).